# 達埃蒂山
達埃蒂山，是阿爾巴尼亞的山峰，位於該國中部的阿爾巴尼亞首都地拉那東郊，海拔高度為1,613米，山體在三疊紀時期形成，達埃蒂山一帶地區在1960年被劃入阿爾巴尼亞國家公園範圍。